# کیو کریک (آریزونا)
کیو کریک (به انگلیسی: Cave Creek) شهری در شهرستان مریکوپا ایالت آریزونا است که در سرشماری سال ۲۰۱۰ میلادی، ۵٬۰۱۵ نفر جمعیت داشته است. کیو کریک، به‌طور رسمی در تاریخ ۱۹۸۶ میلادی به‌عنوان یک شهر شناخته شد.